# 神志那弘志
神志那弘志（日语：／ Kōjina Hiroshi，1963年6月4日—），日本男性動畫師、人物設計師、動畫演出家、動畫導演。株式會社Studio LIVE代表董事。日本動畫製作者協會（JAniCA）會員。出身於熊本縣熊本市。

## 來歷、人物
1982年加入Studio LIVE。在擔任公司首席動畫師後，他於2011年成為公司董事。
興趣：賽馬。作為馬主，他曾投資過夢之旅和黃金巨匠。

## 參加作品

### 動畫

#### 執導作品
2004年
- 微笑的閃士（—2005年，導演、分鏡、演出）[4]

2006年
- 牙 -KIBA-（日语：牙 (アニメ)）（—2007年，導演、分鏡）

2007年
- 魔人偵探腦嚙涅羅（—2008年，導演、分鏡）[5]

2010年
- 少年犯之七人（導演、分鏡、演出）

2011年
- HUNTER×HUNTER (2011年版)（—2014年，導演）

2020年
- 魔神英雄傳 七魂的龍神丸（導演、分鏡）

2021年
- 龍馬！新生 劇場版網球王子（導演）
- 吸血鬼馬上死（導演、分鏡）

2023年
- 吸血鬼馬上死2（導演、分鏡）

#### 其它
1981年
- 怪博士與機器娃娃 (1981年版)（—1986年，動畫）

1983年
- 幻魔大戰（日语：幻魔大戦 (映画)）（動畫）

1984年
- 高帽子的梅莫兒（—1985年，原畫）

1985年
- 超獸機神斷空我（人物設定）[注 1]
- Love Position 排球傳說（日语：ラブ・ポジション ハレー伝説）（原創人物設定[6]）

1987年
- 城市獵人（—1988年，作畫監督）

1988年
- 城市獵人2（—1989年，原畫、作畫監督）
- 魔神英雄傳（—1989年，OP原畫）[7]

1989年
- 城市獵人：愛與宿命的馬格南（作畫監督）
- 魔動王Granzort（—1990年，作畫監督）

1990年
- 魔神英雄傳2（作畫監督、特別人物設定）

1991年
- 城市獵人'91（人物設定）
- 超幕末少年世紀高丸（日语：超幕末少年世紀タカマル）（原畫）

1992年
- 新·超幕末少年世紀高丸（日语：超幕末少年世紀タカマル）（—1993年，原畫、分鏡、演出、作畫監督）

1993年
- 疾風無敵銀堡壘（—1994年，作畫監督）
- 怪博士與機器娃娃：嗯加！愛在企鵝村（日语：Dr.スランプ アラレちゃん んちゃ!ペンギン村より愛をこめて）（原畫）

1994年
- Macross Plus（—1995年，原畫）

1995年
- 空想科學世界（人物設定）

1996年
- 聖天空戰記（原畫）
- 奧運高手（—1997年，原畫）

1997年
- 靈異教師神眉：午夜0點，神眉必死！（原畫）

1998年
- 槍神Trigun（原畫）
- 星際牛仔（—1999年，原畫）
- 名偵探柯南（1998年—，原畫）

1999年
- 十兵衛 -心形眼罩的秘密-（原畫）

2000年
- 第一神拳（—2002年，總作畫監督）
- AMON 惡魔人默示錄（人物設定、作畫監督）
- 數碼寶貝大冒險02 前篇：數碼寶貝颶風登陸!!／後篇：超絕進化!! 黃金的數碼裝甲（原畫）
- 劇場版 ESCAFLOWNE（原畫）
- 機巧奇傳希約戰記（—2001年，OP&ED原畫、作畫監督）

2001年
- 數碼寶貝大冒險02：超惡魔獸的逆襲（原畫）
- 頭文字D Third Stage（原畫）
- 光劍星傳EX（OP動畫）
- 犬夜叉（—2004年，原畫）

2003年
- 冒險遊記Pluster World（—2004年，人物設定、總作畫監督）

2004年
- 戰區88（人物設定、總作畫監督）
- 銀河俠盜JING in Seventh Heaven（第2原畫）
- 流星戰隊Musumet（原畫）

2005年
- 劇場版 神奇寶貝：夢幻與波導的勇者 路卡利歐（原畫）

2006年
- BLACK BLOOD BROTHERS（原畫）
- Code Geass反叛的魯路修R2（—2007年，原畫）

2008年
- 戀姬†無雙（OP原畫）
- ONE OUTS（動作作畫監督、原畫）

2009年
- BASQUASH！（原畫）
- 戰場女武神（ED1原畫）

2010年
- 棒球大聯盟 6th season（分鏡）
- 學園默示錄 HIGHSCHOOL OF THE DEAD（原畫）
- 閃電十一人（—2011年，原畫）
- 夢色蛋糕師SP Professional（分鏡）

2011年
- 超自然檔案 THE ANIMATION（分鏡）
- 賭博默示錄 破戒錄篇（分鏡、作畫監督補佐、OP原畫）
- TIGER & BUNNY（作畫監督）
- 我們仍未知道那天所看見的花名。（原畫）
- 青之驅魔師（原畫）

2014年
- 刀劍神域II（分鏡）
- 怪盜Joker（分鏡）

2015年
- 鑽石王牌（分鏡）
- 聖鬥士星矢 黃金魂 -soul of gold-（總作畫監督）
- NHK特集 動畫紀錄片 那一天，我們在戰場（人物設定）
- 潮與虎（—2016年，分鏡、演出、原畫）

2017年
- 偶像事變（OP分鏡、分鏡）
- 鬼平（分鏡）
- 豆打地平線（育成責任擔當）
- 漫威未來復仇者聯盟（日语：マーベル フューチャー・アベンジャーズ）（分鏡）

2018年
- 多田君不戀愛（原畫）

2023年
- 沙漠大冒險（指導顧問[8]、分鏡、演出）

2024年
- 沙漠大冒險 THE SERIES（指導顧問[9]、分鏡、演出）
- 拉麵赤貓（分鏡）
- 地。-關於地球的運動-（分鏡）
- Acro Trip 頂尖惡路（分鏡）

### 遊戲
- 英雄傳說II（原畫）
- 空想科學世界（人物設定、Hu影片部分作監、演出〈PC Engine版〉、電影包部分作監、演出〈SEGA Saturn版〉）
- 超能力大戰 ～Psychic Force～（OP動畫人物設定[注 2]）
- 超能力大戰 ～Psychic Force～ 方塊大戰（ED圖形）
- 千劍物語（日语：サウザンドアームズ）（演出）
- 超能力大戰2 ～Psychic Force 2～（OP動畫原畫）
- 冒險遊記Pluster World（概念設定、人物設定）

## 腳註

## 相關項目
- 日本動畫師列表（日语：アニメ関係者一覧）

## 外部連結
- 神志那弘志的X（前Twitter） （日語）
- 神志那弘志的Facebook專頁 （日語）
- （日語）